# چهارطاقی مکتب خانه شماره۱
چهارطاقی مکتب‌خانه شماره۱ مربوط به دوره صفوی است و در شهرستان قشم، بخش هرمز، جزیره هرمز واقع شده و این اثر در تاریخ ۲۷ بهمن ۱۳۸۲ با شمارهٔ ثبت ۱۰۹۳۱ به‌عنوان یکی از آثار ملی ایران به ثبت رسیده‌است.